# Taissa Farmiga
 (avril 2021).
Pour les articles homonymes, voir Farmiga.
Taissa Farmiga est une actrice américaine née le 17 août 1994 à Readington, dans le comté de Passaic, New Jersey (États-Unis).
C'est la sœur de l'actrice Vera Farmiga, qui la pousse à devenir actrice et elle se fait rapidement remarquer grâce aux divers rôles qu'elle occupe dans la série d'anthologie horrifique American Horror Story (2011-2014).
Dès lors, elle alterne cinéma et télévision et apparaît dans de nombreux longs métrages tels que The Bling Ring (2013), Mindscape (2013), Scream Girl (2015), La Nonne (2018), La Mule (2018) et Nous avons toujours vécu au château (2019).

## Biographie

### Enfance et formation
D'origine ukrainienne, Taissa naît le 17 août 1994 et grandit aux États-Unis, dans le New Jersey. Elle est la plus jeune de sept enfants : Victor, Vera, Stephan, Nadia, Alexander et Laryssa. Elle suit des cours en école publique avant de suivre des cours à domicile après le CM1.
Elle comprend l'ukrainien mais ne peut que partiellement le parler. Elle sait cependant utiliser la langue des signes américaine.

### AHSet révélation (2011-2015)
Bien que Taissa ait initialement prévu d’être comptable, sa sœur, l'actrice Vera Farmiga, la convainc d’apparaître dans son film Higher Ground, sorti en 2011, en tant qu'elle-même plus jeune.
En Mai de la même année, la jeune femme est à l’affiche de la première saison de la série d’anthologie horrifique de la chaîne FX, American Horror Story, lui permettant de se faire connaître d’un plus large public. Elle y incarne Violet Harmon, une adolescente dépressive. La même année, la réalisatrice Sofia Coppola l'engage pour rejoindre le casting de la comédie dramatique The Bling Ring basée sur des faits réels, où elle prête ses traits au personnage de Sam Moore.
En 2013, Taissa interprète Audrey Martin dans la comédie romantique indépendante Middleton aux côtés de sa sœur Vera. Elle apparaît pour la seconde fois dans American Horror Story pour sa troisième saison, Coven, jouant cette fois-ci le rôle de Zoe Benson, une jeune femme lambda s’avérant être une sorcière. Elle tourne également le thriller psychologique Mindscape, où elle est l'interprète d'Anna Greene, ce qui fut son premier rôle principal au cinéma. Tièdement accueilli, le film se démarque néanmoins avec une nomination pour un Prix Goya.

En 2014, elle est à l’affiche du biopic criminel Jamesy Boy où elle joue Sarah, l’intérêt amoureux du personnage principal.

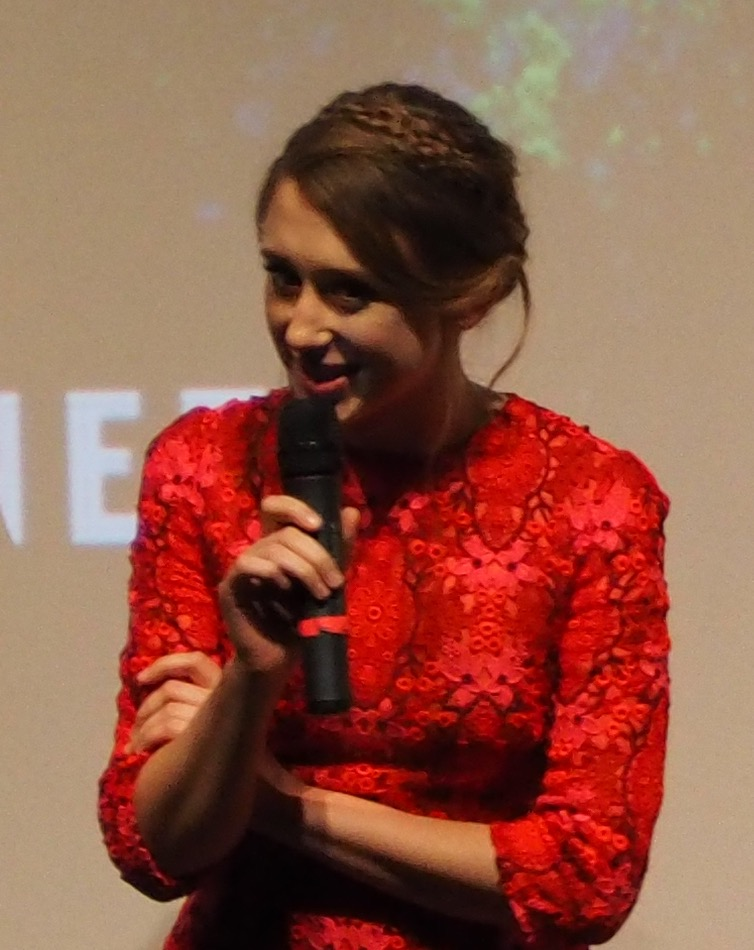
L'actrice à la première de Scream Girl au Festival international du film de Toronto 2015.

En 2015, Taissa incarne un des rôles principaux de la comédie horrifique Scream Girl, Max Cartwright. Elle prête ensuite ses traits au personnage de Melanie Clark dans le drame romantique 6 Ans. Elle est également au casting du court-métrage Share, où elle donne corps à Krystal Williams, une jeune fille retournant dans son établissement scolaire pour la première fois après qu’une vidéo de son agression sexuelle fut devenue virale.
Toujours dans une optique dramatique, Taissa est engagée pour le rôle de Karen McClaren, journaliste traquant un serial killer, dans la série de la chaîne ABC, Wicked City. Le programme fut annulé après trois épisodes pour cause de basses audiences. Les épisodes sont toutefois disponibles sur Hulu, un service américain de vidéo à la demande.

### Entre cinéma et télévision (2016-)
En 2016, Taissa fait ses débuts sur scène dans le remake de la pièce Buried Child, en tant que Shelly. Elle joue ensuite le rôle de Mary-Anne dans le film de western In a Valley of Violence. L’actrice s’attaque ensuite au doublage en devenant la voix de l’héroïne Raven dans Justice League vs. Teen Titans.
Elle fait son grand retour dans American Horror Story pour sa sixième saison, Roanoke, où elle joue cette fois-ci le rôle de Sophie Green, une jeune adulte découvrant l’envers du décor de son émission favorite à ses risques et périls. Taissa apparaît ensuite dans la comédie dramatique et romantique L'exception à la règle en y incarnant Sarah Bransford, la fiancée du personnage d’Alden Ehrenreich.
En 2017, Taissa continue à effectuer le doublage du personnage de l'héroïne Raven dans Teen Titans: The Judas Contract. Il est par la suite annoncé que Taissa sera à l’affiche du film en postproduction We Have Always Lived in the Castle, dans le rôle de Merricat Blackwood.
En avril de la même année, le public apprend que Taissa sera au casting du spin-off de la série de films Conjuring, intitulé The Nun, dans lequel elle interprète sœur Irène, une jeune novice confrontée au démon Valak (la Nonne de Conjuring 2: Le Cas Enfield). Le film sort en 2018 et lui permet de rejoindre une franchise dans laquelle sa sœur, Vera, tient un rôle important. En effet, cette dernière tient le rôle de Lorraine Warren dans la série principale.
La même année, elle est à l'affiche de plusieurs longs métrages. D'abord le drame indépendant What They Had, salué par les critiques, dans lequel elle donne  la réplique à la double oscarisée Hilary Swank et Michael Shannon; la comédie The Long Dumb Road de la réalisatrice Hannah Fidell avec Tony Revolori et Jason Mantzoukas, qui elle aussi, reçoit un accueil critique favorable; le thriller We Have Always Lived in the Castle de Stacie Passon dans lequel elle partage la vedette aux côtés d'Alexandra Daddario, qui est notamment plébiscité par Variety, The New York Times et The Hollywood Reporter; et enfin le drame de Clint Eastwood qui divise, La Mule qui sort en 2019, en France.
Elle reste dans une veine horrifique, à la télévision, en faisant son retour dans la série d’anthologie American Horror Story pour la saison 8 : Apocalypse. Elle joue une nouvelle fois les rôles de Zoe et Violet, qu’elle a déjà incarnés respectivement dans les saisons 1 et 3. Puis, elle participe à un épisode de The Twilight Zone, une série de science-fiction, basée sur la série La Quatrième Dimension (The Twilight Zone) créée par Rod Serling en 1959, et diffusée sur le réseau CBS All Access. Il s'agit de la troisième relance de la série, après La Cinquième Dimension et La Treizième Dimension.

## Filmographie

### Cinéma

#### Longs métrages
- 2011 : Higher Ground de Vera Farmiga : Corinne Walker jeune
- 2013 : The Bling Ring de Sofia Coppola : Sam Moore
- 2013 : Middleton (At Middleton) d'Adam Rodgers : Audrey Martin
- 2013 : Mindscape (Anna) de Jorge Dorado : Anna Greene
- 2014 : Jamesy Boy de Trevor White : Sarah
- 2015 : Scream Girl (The Final Girls) de Todd Strauss-Schulson : Max Cartwright
- 2015 : 6 ans (6 Years) d'Hannah Fidell : Melanie Clark
- 2016 : La Ligue des justiciers vs. les Teen Titans (Justice League vs. Teen Titans) de Sam Liu : Raven (voix)
- 2016 : In a Valley of Violence de Ti West : Mary-Anne
- 2016 : Buriel Child de David Horn : Shelly
- 2016 : L'Exception à la règle (Rules Don't Apply) de Warren Beatty : Sarah Bransford
- 2017 : Teen Titans: The Judas Contract de Sam Liu : Raven (voix)
- 2018 : What They Had de Elizabeth Chomko : Emma Ertz
- 2018 : The Long Dumb Road de Hannah Fidell
- 2018 : La Nonne (The Nun) de Corin Hardy : Sœur Irene
- 2018 : Nous avons toujours vécu au château (We Have Always Lived in the Castle) : Merricat Blackwood
- 2018 : La Mule de Clint Eastwood : Ginny
- 2021 : Le Monde de John (John and the Hole) de Pascual Sisto : Laurie
- 2023 : La Nonne : La Malédiction de Sainte-Lucie de Michael Chaves : Sœur Irene
- 2025 : The Conjuring: Last Rites de Michael Chaves : Sœur Irene

#### Court métrage
- 2015 : Share de Pippa Bianco : Krystal

### Télévision

#### Séries télévisées
- 2011 : American Horror Story: Murder House : Violet Harmon (saison 1, 12 épisodes)
- 2013 - 2014 : American Horror Story: Coven : Zoe Benson (saison 3, 13 épisodes)
- 2015 : Wicked City : Karen McClaren (8 épisodes)
- 2016 : American Horror Story: Roanoke : Sophie Green (saison 6, 1 épisode)
- 2018 : American Horror Story: Apocalypse : Violet Harmon / Zoe Benson (saison 8, 6 épisodes)
- 2019 : The Twilight Zone : La Quatrième Dimension : Annie Miller (saison 1, épisode 7)
- Depuis 2022 : The Gilded Age : Gladys Russel

## Distinctions
Sauf indication contraire ou complémentaire, les informations mentionnées dans cette section proviennent de la base de données IMDb

### Nominations
- 2015 : Fright Meter Awards de la meilleure actrice dans une comédie horrifique pour Scream Girl (2014).

### Récompenses
- 16e cérémonie des Satellite Awards 2011 : Meilleure distribution dans une série télévisée dramatique pour American Horror Story: Murder House (2011) partagée avec Connie Britton, Dylan McDermott, Evan Peters, Denis O'Hare, Jessica Lange et Frances Conroy.

## Voix françaises
En France
| - Jessica Barrier dans : - American Horror Story (série télévisée) - La Nonne - Le Monde de John - La Nonne : La Malédiction de Sainte-Lucie - Delphine Rivière dans : - The Bling Ring - In a Valley of Violence - L'Exception à la règle | - Karine Foviau dans : - La Ligue des justiciers vs. les Teen Titans (voix) - Teen Titans: The Judas Contract (voix) Et aussi - Émilie Rault dans Scream Girl - Rose-Hélène Michon dans Mindscape - Sophie Frison (Belgique) dans Wicked City (série télévisée) - Alexia Papineschi dans La Mule - Clara Quilichini dans The Gilded Age (série télévisée) |